# 興部站

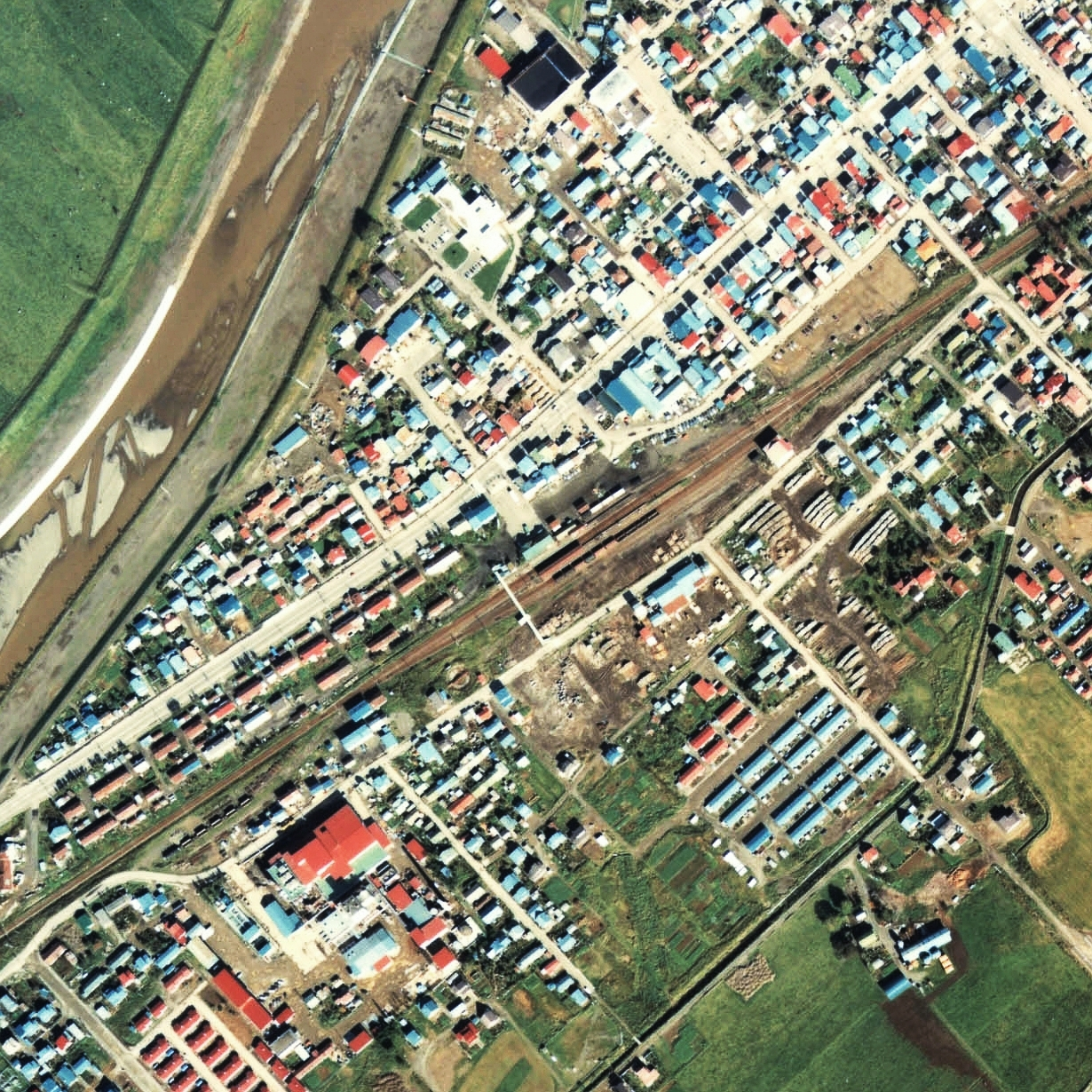
1978年的興部站與方圓約750米範圍。右上方是紋別方向和興濱南線雄武方向。當時設有2面3線的月台與國鐵型配線，車站大樓旁邊設有貨物月台和引込線，也以許多側線。

興部站（日语：／ Okoppe eki */?）是位於北海道紋別郡興部町字興部，北海道旅客鐵道（JR北海道）的名寄本線車站（廢站）。隨著名寄本線廢線，車站在1989年（平成元年）5月1日廢除。曾經此站可轉乘日本國有鐵道興濱南線，該線在1985年（昭和60年）7月15日廢除。
在1980年（昭和55年）9月30日前行走的急行「天都」和1986年（昭和61年）10月31日前行走的急行「紋別」停靠此站。

## 歷史
- 1921年（大正10年）
  - 3月25日 - 鐵道省名寄東線中湧別站至此站之間開通，此站啟用[2][3]。當時為一般車站[3]。
  - 10月5日 - 名寄西線上興部站至此站之間開通。名寄西線與名寄東線編入至名寄線[2]。
- 1923年（大正12年）11月5日 - 路線名稱改為名寄本線[2]。
- 1935年（昭和10年）
  - 9月15日 - 興濱南線此站至雄武站之間開通[2]。
  - 日期不詳 - 車站大樓翻新[4]。
- 1944年（昭和19年）11月1日 - 興濱南線成為不要不急線而暫停服務[2]。
- 1945年（昭和20年）12月5日 - 興濱南線重開[2]。
- 1949年（昭和24年）6月1日 - 日本國有鐵道成立，成為日本國有鐵道車站。
- 1955年（昭和30年） - 鐵道弘濟會（日语：鉄道弘済会）商店（後來為Kiosk（日语：北海道キヨスク））開店[4]。
- 1961年（昭和36年）11月 - 站內開始便當銷售（米田便當店）[4]。
- 1962年（昭和37年）5月 - 成為急行「紋別」和準急「天都」停靠站[4]。
- 1968年（昭和43年）7月25日 - 設置輔助貨櫃基地[5]。
- 1982年（昭和57年）11月15日 - 結束處理貨物[3]。
- 1984年（昭和59年）2月1日 - 結束處理行李[3]。
- 1985年（昭和60年）7月15日 - 興濱南線廢除[2]。
- 1987年（昭和62年）4月1日 - 伴隨國鐵分割民營化，車站由北海道旅客鐵道（JR北海道）營運[3]。
- 1989年（平成元年）5月1日 - 名寄本線全線廢除，此站也廢除[2]。

## 車站構造
截至車站廢除前，車站是一座地面車站，設有2面3線的混合式月台（單式月台、島式月台）。當時可進行列車交會。車站大樓一方月台中央部分與島式月台南邊之間設有站內平交道連接。截至1983年（昭和58年），車站大樓一方（西側）的月台是1號月台，該月台設有上蓋。而島式月台靠近車站大樓的月台是2號月台，外側是3號月台，2、3號月台都是上下行線共用。3號月台外邊設有三條側線，該處設有供水線。在1號月台靠近遠輕一方設有路軌分支，連接車站大樓北邊的貨物月台（缺角式月台）和兩條貨物側線。
此站是職員配置車站。車站大樓位於站內西北方，鄰接單式月台中央部分。月台全長120米。
在1986年10月31日前，名寄方向/紋別、遠輕方向的尾班列車是在晚上十時時段出發，翌日11月1日時間表修正後，名寄方向的尾班車於晚上八時時段出發。

## 站名的由來
車站名稱取自所在地名。「興部」這地名取自阿伊努語的「オウコッペ（o-u-kot-pe）」，其意思是「川尻、相互依偎、物品（川）」。

## 使用狀況
- 在1981年度（昭和56年度），1日上下車人次為403人[6]。

## 車站便當
在1980年代前，站內售賣了「扇貝什錦便當」。當時該便當十分受歡迎。

## 車站周邊
- 國道238號（日语：国道238号）（鄂霍次克國道）[12]
- 國道239號（日语：国道239号）（天北國道）[12]
- 道之驛興部（日语：道の駅おこっぺ） - 車站廢除後，於原址建設。
- 興部町公所
- 興部郵局
- 興部警署（日语：興部警察署）
- 北見信用金庫（日语：北見信用金庫）興部分店
- 興部町立興部小學
- 興部公園
- 興部川[12]
- 巴士站
  - 名士巴士（日语：名士バス）：名寄方向
  - 北紋巴士（日语：北紋バス）：雄武方向、紋別方向

## 現況

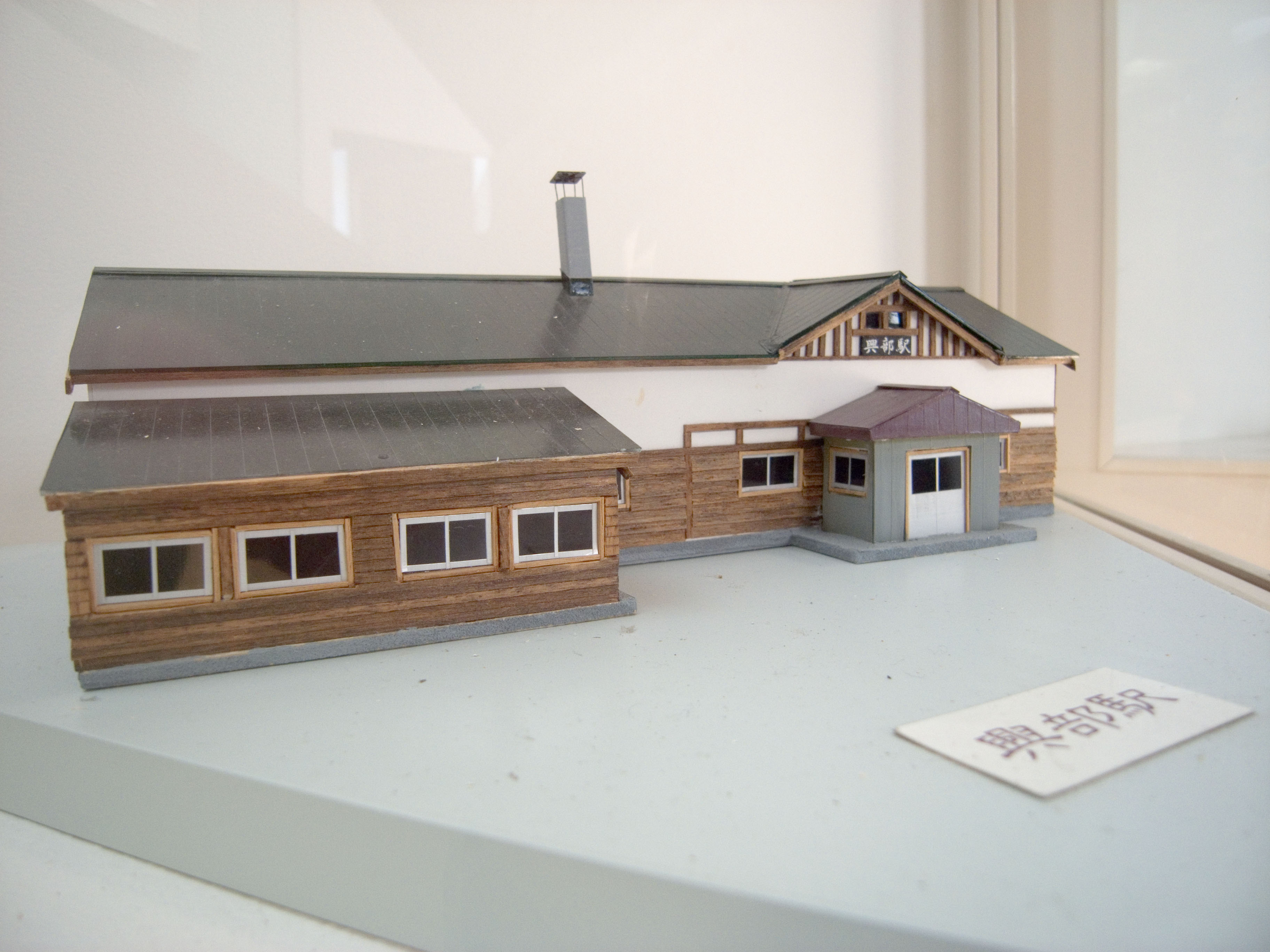
車站大樓模型（道之驛興部內）

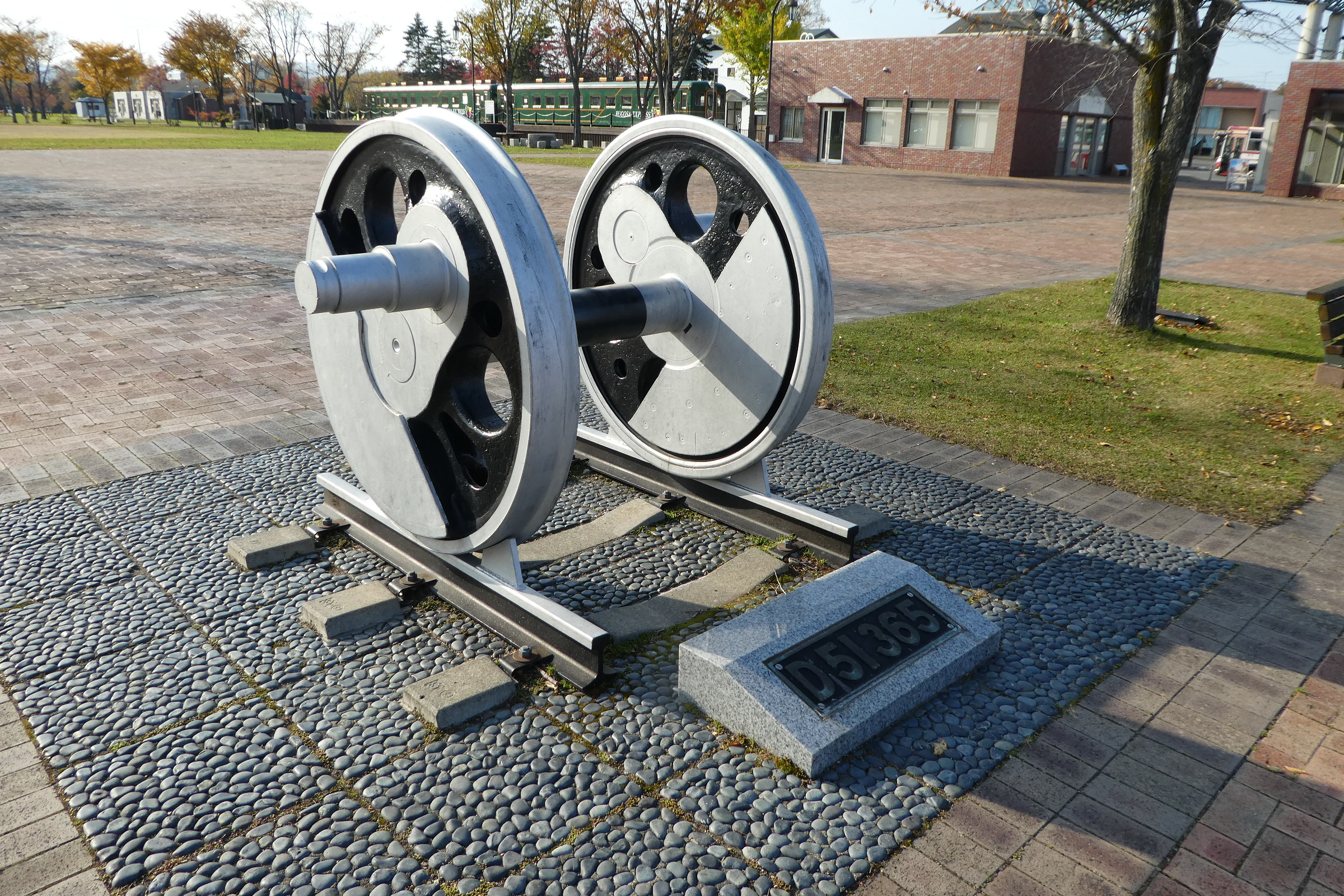
D51 365號機的車輪

截至2000年（平成12年），車站遺址變成了「道之驛興部」，該處兼備巴士總站。在道之驛興部的一角於1992年（平成4年）6月起開設興部町「興部交通紀念館」。館內展出發當時使用的鐵路用品、車票、路軌、時間表、車站大樓模型和照片。在車站大樓模型中，重現了宇津站、此站和沙留站三站車站大樓模型。在館外地方停泊了KiHa22形柴油列車KiHa22 202、KiHa22 251共2輛車輛。前者車輛變成休息處，後者車輛變成騎士屋，並且名為「Lugosa・Express」。而站內部分地方變成公園，以及設置了作為紀念碑的D51形蒸氣機車D51 365號機車輪。截至2010年（平成22年）和2011年（平成23年）也是同樣。
此外截至2000年（平成12年），北興站至此站之間的部分路軌變成了單車徑，當中單車徑上會經過「天北線橋」橋樑。截至2010年（平成22年）和2011年（平成23年）也是同樣。

## 相鄰車站
北海道旅客鐵道（JR北海道）
名寄本線
宇津－興部－旭丘
日本國有鐵道（國鐵）
興濱南線
興部－澤木

## 注腳
1. ↑  . 北海道地区道の駅連絡会.   [2015-06-03]. （原始内容存档于2015-09-01） （日语）.
2. 1 2 3 4 5 6 7 8  《停車場変遷大事典 国鉄・JR編I》1998年JTB發行，P251。
3. 1 2 3 4 5  《停車場変遷大事典 国鉄・JR編II》 1998年JTB發行，P910。
4. 1 2 3 4  《興部町百年史》 1993年發行，P1011。
5. ↑  《旭川・鉄道八十八年の歩み》1987年 旭川鐵道管理局發行，P102。
6. 1 2 3 4 5 6  宮脇俊三 (编). . 原田勝正. 小學館. 1983-7: 209. ISBN 978-4093951012 （日语）.
7. ↑  工藤裕之. . 北海道新聞社. 2011-12: 72. ISBN 978-4894536197 （日语）.
8. ↑   (PDF). アイヌ語地名リスト. 北海道 環境生活部 アイヌ政策推進室. 2007  [2017-10-20]. （原始内容 (PDF)存档于2018-04-17） （日语）.
9. ↑  宮脇俊三 (编). . 原田勝正. 小學館. 1983-7: 209. ISBN 978-4093951012 （日语）.
10. ↑  太田幸夫. . 富士Comtem. 2004-2: 186. ISBN 978-4893915498 （日语）.
11. ↑  動画で見るニッポン‐NHK映像マップみちしる〜新日本風土記アーカイブス〜 （页面存档备份，存于）（日語） 名寄本線‐寒冷地を走り続けた路線
12. 1 2 3  . 地勢堂. 1980-3: 18 （日语）.
13. 1 2  宮脇俊三 (编). . JTB Can Books. JTB出版. 1999-12: 40. ISBN 978-4533033766 （日语）.
14. 1 2 3 4  白川淳 (编). . JTB CAN BOOKS. JTB出版. 1998-10: 51. ISBN 978-4533030963 （日语）.
15. 1 2 3 4  本久公洋. . 北海道新聞社. 2011-9: 119. ISBN 978-4894536128 （日语）.
16. 1 2 3  今尾惠介 (编). . JTB出版. 2010-3: 35. ISBN 978-4533078583 （日语）.

## 外部連結
- 興部町的道之驛～興部 （页面存档备份，存于） - 北海道地區「道之驛」連絡會介紹頁面。